# Большая арка Дефанс

Большая Арка ночью

Большая арка братства (фр. La Grande Arche de la Fraternité), известная под именем Большая арка Дефанс (фр. La Grande Arche de la Défense) или просто Большая Арка (фр. Grande Arche) — монументальное строение (арка) в квартале Дефанс, на западе парижского пригорода на территории коммуны Пюто (деп. О-де-Сен).

## История
Ещё у президентов Жоржа Помпиду и Валери Жискар д’Эстена была идея обозначить парижскую историческую ось Парижа, которая вела от Лувра через обелиск на площади Согласия и Триумфальную арку, величественным архитектурным шедевром. Работы начались в 1983 году после конкурса «Лицо Дефанса», по инициативе президента Франсуа Миттерана.
Конкурс собрал 484 проекта со всего мира. Победителем стал новаторский дизайн датского архитектора Йохана Отто фон Спрекельсена. Интересно, что для того, чтобы уведомить фон Спрекельсена о том, что окончательно выбран именно его проект, французскому представителю из Парижа пришлось отправиться к нему на лодке, так как архитектор находился в своём загородном доме, расположенном на острове без каких-либо современных средств коммуникации.
Йохан Отто фон Спрекельсен задумал Большую арку Дефанса как вариант Триумфальной арки XX века, находящейся на площади Шарля де Голля. Монумент должен был быть посвящён человечеству и идеям гуманизма, а не военным победам.
После смерти архитектора 16 марта 1987 года его помощник — французский архитектор Поль Андрё — закончил строительство.
Арка была построена французским предприятием общественных работ «Буиг» (Bouygues).
В строительстве северной и южной сторон Арки принимали участие министерство транспорта, министерство благоустройства и туризма, мэрия Парижа, а также Международный фонд по правам человека.
Арка была торжественно открыта в июле 1989 года, к двухсотлетию Французской революции, а также по случаю саммита Большой семёрки. Будучи расположена на исторической оси Парижа, Большая арка видна через Триумфальную арку и Малую триумфальную арку в парке Тюильри.

## Расположение
«Большая Арка» расположена не совсем точно на исторической оси Парижа: угол отклонения составляет 6,33º. С технической точки зрения, для того чтобы установить фундамент Арки, нужно было учесть расположение автострады и железнодорожных путей, а также проект удлинения первой линии парижского метро. С точки зрения символики необходимо было, чтобы последний пункт исторической оси был зафиксирован Большой Аркой Дефанс. Дело в том, что градостроительная история Парижа связана с созданием композиционной оси города, которая начинается у главного тронного зала Лувра и идёт на запад параллельно Сене. Идея создания исторической оси стала основной концепцией регулярной планировки города как выражение бесконечной власти французского абсолютизма. Барон Осман проложил по этой оси Елисейские поля, и она же стала композиционной основой квартала Дефанс.

## Конструкция
Арка представляет собой проекцию гиперкуба (тессеракта) в трёхмерном измерении:
- длина — 108 метров;
- высота — 110 метров;
- ширина — 112 метров;

Арка крепится на 12 опорах, установленных на гидравлических домкратах фирмы «Савояр», чтобы дать возможность шаткой почве выдержать массу в 300 000 тонн. Каждая горизонтальная сторона куба состоит из 4x4 бетонных перекладин 75 метров длиной. Цепь стальных кабелей окружает постройку. Конструкции из двух колонн строились параллельно, двумя независимыми друг от друга бригадами рабочих. Две тысячи квалифицированных специалистов работали на стройке; двое из них погибли во время строительства верхней конструкции. Первый в мире объект гиперархитектуры, «трёхмерная проекция» четырёхмерного политопа, был закончен в год столетия Эйфелевой башни.
Для внешней отделки арки использовались разнообразные материалы. Северный и южный фасады покрыты пластинами из тонированного стекла толщиной в 5 см, специально разработанными, чтобы предотвращать оптическую деформацию и противостоять мощной силе ветра. Поверхность северного фасада также покрывали пластины из белого каррарского мрамора, однако вследствие недостаточной прочности часть из них впоследствии была заменена на серый гранит.
В проёме Арки находится гигантское «облако». Конструкция крепится стальными тросами к стенам Арки и является самостоятельным произведением искусства.
Лифт полностью сделан из стекла и расположен в углублении Арки.
Наверху Арки находится зал для проведения конгрессов и выставок, а также площадка, с которой открывается вид на весь квартал Дефанс и западную часть Парижа.